# Procladius goanna
Procladius goanna är en tvåvingeart som beskrevs av Roback 1982. Procladius goanna ingår i släktet Procladius och familjen fjädermyggor. Inga underarter finns listade i Catalogue of Life.